# Montceaux
Montceaux är en kommun i departementet Ain i regionen Auvergne-Rhône-Alpes i östra Frankrike. Kommunen ligger  i kantonen Thoissey som ligger i arrondissementet Bourg-en-Bresse. Kommunens areal är 10,03 km². År 2022 hade Montceaux 1 202 invånare.

## Befolkningsutveckling
Antalet invånare i kommunen Montceaux
Referens: INSEE